# Dancing Out in Space
Pistes de The Next Day
Boss of Me
(9) How Does the Grass Grow?
(11)
Dancing Out in Space est une chanson de David Bowie parue en 2013 sur l'album The Next Day. Sur un beat teinté Motown, ses paroles mystérieuses évoquent peut-être le roman fantastique et lugubre Bruges-la-Morte du poète symboliste belge Georges Rodenbach. 

## Description
Bien que le producteur et ami  de Bowie Tony Visconti ait laissé entendre que le sujet de la chanson pourrait être « un autre chanteur, ou un assemblage d'autres artistes musicaux » et que certains aient alors pensé à Mick Jagger, le partenaire de Bowie dans l'homophone Dancing in the Street, on ne trouve dans les paroles nulle trace d'un tel parallèle. 
Autre probable fausse piste, les références à l'espace dans le titre et le refrain. Serait-ce un des nombreux textes de Bowie sur la notion d'isolement extra-terrestre, comme son premier grand succès, Space Oddity ? Faut-il y lire la suite de l'errance dans le cosmos de son personnage fétiche récurrent, le Major Tom, l'astronaute perdu dans l’espace et désormais vieilli : « personne ici ne peut te voir, personne ici ne peut te battre, à danser dans l'espace » ?

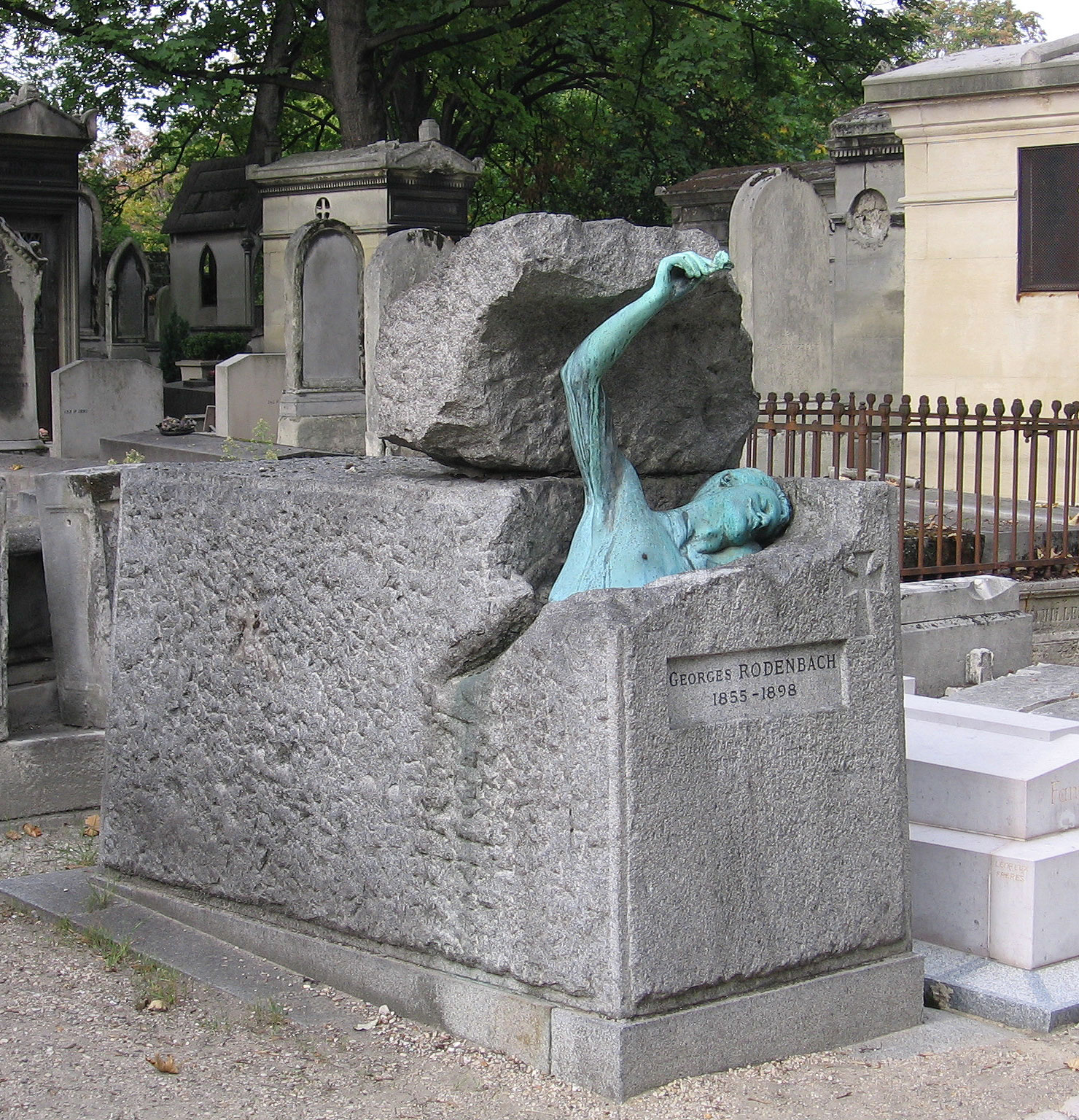
La tombe de Georges Rodenbach

Si le sens caché des paroles reste obscur, quelques indices existent. Dans un exercice de description succincte des pistes de l'album, Bowie associe à celle-ci trois mots : funereal, glide et trace (« funèbre, glisser, trace »). Ailleurs, l'auteur indique que la chanson est en lien avec l'idée de noyade (« something like a drowning »). Le texte mentionne le nom du poète symboliste belge Georges Rodenbach (qu'admirait Mishima, et dont Alfred Hitchcock s'est lointainement inspiré pour Sueurs froides, deux grandes références de Bowie) et évoque peut-être sa tombe spectaculaire au cimetière du Père-Lachaise. Un de ses recueils de poésie est titré Le Règne du Silence (vs le vers « Silent as Georges Rodenbach »), mais la clef résiderait précisément, selon Chris O'Leary et Nicholas Pegg, dans son roman de 1892 Bruges-la-Morte, qui raconte l'histoire d'un homme veuf, obsédé par le souvenir de sa femme disparue et qui s'éprend d'une danseuse d'opéra qui semble être son double. Les références fréquentes de la chanson à une danseuse, aux fantômes et à la mort s'éclairent alors un peu. Des titres postérieurs, Blackstar et The Informer font écho à ce même roman.
Sur le plan musical, la structure d'accords et la sonorité rapprochent la chanson de titres plus anciens, comme A Better Future ou Lust for Life. Le tempo est caractéristiques des productions de la Tamla Motown, et rappelle la période Let's Dance de Bowie. Un harmonica synthétique évoque la fin des années 1980. Le refrain quant à lui emprunte à At the Hop de Danny & the Juniors (1958).

## Enregistrement
Les pistes instrumentales sont enregistrées les 4 et 11 mai 2011. Bowie ne pose sa voix que le 18 octobre 2012.

## Critiques
Matthieu Thibault estime que sa section rythmique systématique dessert la chanson. Jérôme Soligny quant à lui trouve le morceau peu convaincant et pointe quelques « décrochages d'accords » douteux, malgré des harmonies par ailleurs captivantes. À l'inverse Éric Dahan dans Libération voit la chanson comme une des deux meilleures de l'album.

## Musiciens
- David Bowie : chant, production, claviers
- David Torn : guitare
- Tony Visconti : ingénieur, mixage, production
- Gerry Leonard (en) : guitare
- Gail Ann Dorsey : basse, chœurs
- Zachary Alford : batterie

## Postérité
La BBC intitule Bowie: Dancing out in space un documentaire qu'elle diffuse en janvier 2021 à l'occasion des cinq ans de la mort du chanteur, jouant sur l'idée que la star décédée continuerait à danser, dans l'espace.